# 阿夫拉緬科韋
50°54′48″N 33°22′48″E / 50.91333°N 33.38000°E
阿夫拉門科韋（烏克蘭語：Авраменкове）是位於烏克蘭東北部的村莊，由蘇梅州羅姆內區的羅姆內市鎮負責管轄。該村處於赫梅利夫卡河畔，距離卡西亞諾韋1.5公里，海拔高度164米，2001年人口148。